# Транспорт Кайзерсверта (Дюссельдорф)
Кайзерсверт обладает оптимально сформированной и проверенной практикой сетью общественного транспорта, позволяющей в короткое время попасть как в центр Дюссельдорфа, так и в центр соседнего Дуйсбурга. Кроме того, существует прямая связь с международным аэропортом Дюссельдорфа. Главный остановка в центре Кайзерсверта — Клеменс-плац (Klemensplatz).

## Список линий общественного транспорта Кайзерсверта
| Фотография                     | Номер линии                    | Маршрут | Актуальное расписание | Примечание |                                |                                |                                |
| Метротрам (скоростной трамвай) | Метротрам (скоростной трамвай) | Метротрам (скоростной трамвай) | Метротрам (скоростной трамвай) | Метротрам (скоростной трамвай) | Метротрам (скоростной трамвай) | Метротрам (скоростной трамвай) | Метротрам (скоростной трамвай) |
| ------------------------------ | ------------------------------ | --- | --- | --- | ------------------------------ | ------------------------------ | ------------------------------ |
|                                | U79                            | Дюссельдорф: Университет (ботанический сад)(Botanischer Garten Düsseldorf) … Главный вокзал … Аллея Генриха Гейне — Норд Штрассе (Nordstraße) (U-Bahnhof Nordstraße) — Викториа-плац (U-Bahnhof Victoriaplatz/Klever Straße) — Кеннедидамм — Гольцхаймер Плац — Теодор-Хойсс-Брюкке — Резер Плац — Нордпарк Аквацу (Aquazoo – Löbbecke Museum) — Мессе Ост/Штокумер Кирх-штрассе (Messe Düsseldorf) — Фрайлиград-плац (Freiligrathplatz) — Лохаузен (Lohausen) — Альте Ланд-штрассе — Киттельбах-штрассе — Клеменс-плац — Калькумер Шлосс-аллее — Виттлар — Фрошентайх — Дуйсбург: Кессельсберг (Gut Kesselsberg)…Кремер-штрассе…Кёниг-Генрих-Плац (U-Bahnhof König-Heinrich-Platz) — Главный вокзал — Кёнигсбергер Аллея… Майдерих (U-Bahnhof Meiderich Bahnhof). | От вокзала Дюссельдорфа на Клеменс-плац: будни с 5 до 19 часов ежечасно в 03' 13' 23' 33' 43' 53'. субботы с 8 до 17 часов ежечасно в 04' 19' 34' 49'. воскресенья с 9 до 18 часов ежечасно в 00' 15' 30' 45'.                                        | Названия, выделенные жирным шрифтом — на территории Кайзерсверта.</smal>                                                                |                                |                                |                                |
| Автобусы                       |                                | | | |                                |                                |                                |
|                                | 728                            | Дюссельдорф: Клеменс-плац — Калькумер Шлосс-аллея — Йозеф-Бродманн-Штрассе — Шлосс Калькум — Айнбрунгер Штрассе — Гинстер Вег — Ан ден Кемпен — Ауф дер Кроне — Ин Гроссен Винкель — Ам Феттпотт — Альте Гассе — Тильзитер Штрассе — Ангерауэ — Тильзитер Штрассе — Дуйсбург: Клостер — Рам S-Банхоф. | От вокзала Рам (Дуйсбург) на Клеменс-плац: будни: 6: 55'; 7: 25' 55'; 8: 25'; 12: 25'; 13-16: 25' 55'; 17-18: 25'. субботы в 7, 8, 12, 14, 17, 18 часов в 24'. воскресенья в 14 и 18 часов в 27'.                                                     | Названия, выделенные жирным шрифтом — на территории Кайзерсверта. Обвчно следует до Ангерауэ. Нерегулярные, но стабильные рейсы.</smal> |                                |                                |                                |
|                                | 749                            | Дюссельдорф: Клеменс-плац — Калькумер Шлосс-аллея — Йозеф-Бродманн-Штрассе — Шлосс Калькум — Форст Штрассе — Ратинген Кайзерсвертер Штрассе…Ратинген Вассерверк…вокзал Ратинген Ост…Ратинген Формер-штрассе…Меттман Юбилеум-плац — вокзал Меттман Штадтвальд. | От вокзала Меттман-Штадтвальд через вокзал Ратинген Ост на Клеменс-плац: будни: 8-9: 12'; 10-11: 32'; 12: 12'; 13: 12' 42'; 14-15: 12'; 16-18: 32'. cубботы: с 7 до 18 часов ежечасно в 33'. воскресенья: с 8 до 18 часов ежечасно в 33'.             | Названия, выделенные жирным шрифтом — на территории Кайзерсверта. Обычная конечная остановка автобуса 749 — Ратинген-Формерш-штрассе.   |                                |                                |                                |
|                                | 751                            | Дюссельдорф: Клеменс-плац — Калькумер Шлосс-аллея — Йозеф-Бродманн-Штрассе — Шлосс Калькум — Айнбрунгер Штрассе — Гинстер Вег — Ан ден Кемпен — Ауф дер Кроне — Ин Гроссен Винкель — Ам Феттпотт…Ратинген Линторф Ратхаус…вокзал Ратинген-Хёзель. | От вокзала Ратинген-Хёзель на Клеменс-плац: только по будням в 6: 57'. Более часто автобус идёт до вокзала Дюссельдорф-Ангермунд: по будням c 6 до 19 часов в 17' 37' 57'. В субботы с 7 до 21 часа в 27' 57'. По воскресеньям c 8 до 19 часов в 27'. | Названия, выделенные жирным шрифтом — на территории Кайзерсверта. Автобус ходит практически только в школьные дни.                      |                                |                                |                                |
|                                | 760                            | Дюссельдорф: Виттлар-Росспфад…Виттлар (U79)…Альте Калькумер Штрассе — Ам Фронхоф — Флоренце-Нихтингале-Кранкенхаус — Клеменс-плац — Кайзерпфальц — Пауль-Клее-Вег — Лёйхтенбергер Кирхвег — Курт-Беккман-Штрассе…Фрайлиграт-плац — Нордпарк/Аквацу — Аэропорт терминал А/B/C — Унтеррат (ж.д. платформа)… вокзал Ратинген Ост. | От вокзала Ратинген-Ост на Клеменс-плац: только по будням: 5: 46'; 6-8: 06' 26' 46'; 9-14: 46'; 15: 26' 46'; 16-18: 06' 26' 46'; 19: 32'. | Названия, выделенные жирным шрифтом — на территории Кайзерсверта. Наиболее востребованный автобус Кайзерсверта.                         |                                |                                |                                |

## ссылки
- Düsseldorf nach Kaiserswerth per Zug, Linie 760 Bus, Linie 721 Bus (нем.).
- Düsseldorf nach Kaiserswerth per Zug, Linie 760 Bus, Linie 721 Bus (нем.).
- Die U 79 von Duisburg nach Düsseldorf — Rekord-Stadtbahn mit Geisterbahnhof (нем.).